# Sassofono basso
Il sassofono basso, o più semplicemente sax basso, è uno degli strumenti appartenenti alla famiglia dei sassofoni. Inizialmente pensato in Do da Adolphe Sax a Bruxelles nel 1841, a oggi è uno strumento trasportato in Si bemolle, un'ottava sotto rispetto al sassofono tenore. Il sassofono basso non viene comunemente usato in tutti i tipi di musica, ma viene principalmente utilizzato nel free jazz e nel jazz degli anni '20. Lo strumento fu utilizzato per la prima volta nel 1844 dal compositore francese Hector Berlioz in un suo arrangiamento. Venne adoperato anche da Georges Kastner in una sua opera. Negli anni cinquanta e sessanta, il sax basso incontrò anche la musica classicaː per esempio, nella colonna sonora di West Side Story di Leonard Bernstein e altre, come The Boy Friend di Sandy Wilson. Il compositore statunitense Warren Benson scelse di utilizzare questo strumento nei concerti delle bande. La tonalità in Si bemolle relaziona il basso agli altri saxː per esempio è una quarta inferiore rispetto al sax baritono, un'ottava inferiore al sax tenore. Le partiture sono in chiave di violino e la nota più bassa scritta è il Si bemolle, pari a 51,9 Hz, come per gli altri tipi di sax.

## Jazz
Il sax basso fu usato anche nel jazz e in orchestre da ballo durante la prima e la seconda guerra mondiale. Forniva accompagnamenti da basso, ma a volte venivano creati assoli melodici. Importanti artisti di questo periodo sono: Billy Fowler, Coleman Hawkins, Otto Hardwick, Adrian Rollini, Min Leibrook, Spencer Clark. Durante la metà degli anni '20, il sax basso viene utilizzato sempre meno nelle formazioni jazz. Nel 1940, il compositore statunitense Boyd Raeburn dirigeva una big band d'avanguardia e a volte utilizzava il sax basso. Vi sono state molte big band nelle quali veniva utilizzato un sax basso, per esempio: nella Oscar Rabin Band con Harry Gold, nella Mellophonium Orchestra con Stan Kenton, nella Lawrence Welk Band con Bill Page, il quale spesso si esibiva anche in assoli.
Nel 1970, Dave Feinman fu il leader della band jazz Memphis Nighthawks. Alcuni sax bassi da ricordare sono: Roscoe Mitchell, Anthony Braxton, Peter Brötzmann, J.D. Parran, Hamiet Bluiett, James Carter, Stefan Zeniuk, Vinny Golia, Joseph Jarman, Brian Landrus, Urs Leimgruber, Tony Bevan, Scott Robinson e Colin Stetson. Solo per quest'ultimo, tra quelli citati, il sax basso è lo strumento principale.

## Rock
Il sax basso viene usato anche nel rock. Alcuni esempi: Angelo Moore del gruppo dei Fishbone, Rodney Slater del gruppo dei Bonzo Dog Doo-Dah Band, Ralph Carney, John Linnell, Dana Colley.

## Classica
Il sassofono basso viene utilizzato fin dal 1950 a tutt'oggi anche nelle bande musicali da giro meridionali (Puglia-Campania-Abruzzo-Basilicata) dove assieme al sax baritono crea un impasto perfetto. Viene usato più frequentemente da formazioni di sassofoni, soprattutto in quella di Sigurd Rasher. Si usa molto raramente nell'orchestra, per esempio nella William Henry Fry's sacred symphony, Hagar In the Wilderness, in cui è presente anche il sassofono soprano.